# 上海市嘉定区长安墓园
上海市嘉定区长安墓园（简称长安墓园）是中華人民共和國上海市嘉定区嘉安公路3688号的一座公墓，為上海市一级公墓，於1993年4月成立，佔地面積480亩。